# Miss Meyers
Miss Meyers (1949 – março de 1963) foi uma égua quarto de milha e reprodutora, a Campeã Mundial de 1953 em Corrida Quarto de Milha. Ela ganhou $28,725, além de 17 corridas. Como reprodutora, ela gerou o primeiro Campeão Supremo da American Quarter Horse Association (AQHA), Kid Meyers. Ela foi mãe de outros três potros e foi introduzida no Hall da Fama da AQHA em 2009.

## Primeiros anos
Miss Meyers era uma égua alazã nascida em 1949, filha de Leo, membro do Hall da Fama da AQHA. A mãe de Miss Meyers era Star's Lou. O pai de Star's Lou era Oklahoma Star P-6, outro membro do Hall da Fama da AQHA. Ela foi criada por O. C. Meyer e depois foi adquirida por Bruce A. Green.

## Carreira de corrida
Miss Meyers correu de 1952 a 1955 e ganhou sete corridas stakes, ficando em segundo lugar em outras sete e em terceiro lugar em mais duas. Ela venceu 17 de suas 59 corridas na pista. Ela ficou em segundo lugar em outras 15 corridas e em terceiro lugar em 5. Seus ganhos totais na pista foram de $28,727. Entre suas vitórias em corridas stakes estavam o Buttons and Bows Stakes de 1952, o California Championship de 1953, o Billy Anson Stakes de 1953, o Rocky Mountain Quarter Horse Association World Championship Dash de 1953, o Bart B Stakes de 1955, o Barbara B Stakes de 1955 e o Traveler Stakes de 1955. Ela estabeleceu quatro recordes de pista, duas vezes em 350 jardas (320 m), uma vez em 400 jardas (370 m) e uma vez em 440 jardas (400 m). Em 1953, ela foi nomeada Campeã Mundial em Corrida Quarto de Milha pela AQHA, bem como a Maior Ganhadora de Dinheiro; a AQHA também a premiou com o título de Cavalo de Corrida Superior em 1954. O maior índice de velocidade que ela alcançou durante sua carreira de corrida foi AAAT, o mais alto possível na época. Foi apenas quando ela tinha quatro anos, em 1953, que Miss Meyers começou a se destacar e a vencer na pista. Naquele ano, ela ganhou $15,398 mais da metade de seus ganhos ao longo da vida, bem como sete de suas dezessete vitórias na carreira.

## Reprodutora e legado
Após Miss Meyers se aposentar das corridas, ela se tornou a mãe do primeiro Campeão Supremo da AQHA, Kid Meyers, filho do também membro do Hall da Fama Three Bars, um Puro-Sangue. (Um Campeão Supremo é um cavalo que se destaca nas corridas, como cavalo de passeio em exposição de cavalos e também na conformação, ou seja, como o cavalo é construído). Kid Meyers era um garanhão alazão de 1963, que teve 23 largadas nas corridas, vencendo 6 vezes. Ele ganhou um total de $10,655 nas pistas. Após se aposentar das corridas, ele conquistou seu título de Campeão da AQHA em 1966 e seu título de Campeão Supremo da AQHA em 1967. Seu maior índice de velocidade foi AAA. Ao contrário da maioria dos potros, que mamam por meses após o nascimento, Kid Meyers ficou órfão aos dois meses de idade em março de 1963.
Miss Meyers teve outros três potros. Oh My Oh, uma égua de 1957 de cor baião, filha do garanhão Puro-Sangue Spotted Bull, teve 30 largadas, vencendo oito corridas e ganhando um total de $12,592 , além de ficar em segundo lugar em uma corrida stakes. Ela alcançou um índice de velocidade AAAT. Como reprodutora, ela foi mãe do vencedor do All American Futurity, Three Oh's. O potro de Miss Meyers em 1958 foi Mr Meyers, um garanhão alazão filho do também membro do Hall da Fama Go Man Go, que teve 41 largadas, vencendo 9 vezes e ficando em terceiro lugar em quatro corridas stakes. Seus ganhos totais em corridas foram $25,656 . Ele também conquistou o título de Campeão da AQHA, juntamente com o prêmio de Cavalo de Corrida Superior, e um índice de velocidade AAAT. Mr Meyers se tornou um garanhão reprodutor bem-sucedido. O quarto potro de Miss Meyers foi uma égua castanha de 1959 chamada Milpool, filha de Vandy. Milpool nunca competiu em corridas nem participou de uma exposição de cavalos.
Miss Meyers morreu em março de 1963, pouco depois de ter Kid Meyers. Ela foi introduzida no American Quarter Horse Hall of Fame da AQHA em 2009.